# Mediocredito
Mediocredito o Istituti Regionali per il Finanziamento alle Medie e Piccole Industrie sono state diciannove banche italiane, fondate nel 1950 per fornire prestiti a medio termine a piccole e medie imprese (o più specificamente industriali) all'interno delle diciannove regioni italiane (l'ente regionale del Molise è stato fondato nel 1963). La Valle d'Aosta non aveva una banca dedicata.
Un'altra banca con denominazione simile (Mediocredito Centrale) non appartiene a nessuna regione.

## Storia
La legge 445 del 1950 per finanziare le piccole e medie imprese creò degli istituti di dimensioni regionali, chiamati "Istituti regionali di mediocredito" o più correntemente "Mediocredito" (Mediocredito piemontese, Mediocredito lombardo, Mediocredito veneto...). A loro volta questi istituti erano finanziati dal Mediocredito centrale.

## Banche attuali
Al giorno d'oggi quattro sono le banche sopravvissute, una banca è stata trasformata in uno scopo diverso ed una banca è stata rinominata:
- Banca del Mezzogiorno - MedioCredito Centrale – una controllata di Invitalia spa, controllata indirettamente del Ministero dell'Economia e delle Finanze
- Mediocredito Italiano – una controllata di Intesa Sanpaolo, ex Cariplo (nota anche come Mediocredito Lombardo, Banca Intesa Mediocredito)
- Banca Mediocredito del Friuli Venezia Giulia, una banca italiana controllata dal governo regionale
- Investitionsbank Trentino Südtirol – Mediocredito Trentino Alto Adige – una banca italiana controllata dal governo regionale e provinciale
- UniCredit Mediocredito
- Irfis-Mediocredito della Sicilia – istituto finanziario italiano interamente controllata della regione
- Mediocredito Toscano –  nome precedente di MPS Capital Services, controllata da Banca Monte dei Paschi di Siena

## Banche precedenti
- Mediocredito delle Venezie – banca controllata da Cariverona (UniCredit)